# Prietrž
Prietrž é um município da Eslováquia, situado no distrito de Senica, na região de Trnava. Tem 24,687 km² de área e sua população em 2019 foi estimada em 1262 habitantes.

## Demografia
| Ano:        | 1994 | 2004    | 2014   | 2024   |
| ----------- | ---- | ------- | ------ | ------ |
| Broj ljudi: | 792  | 708     | 736    | 727    |
| Razlika:    |      | -10,60% | +3,95% | -1,22% |

| Ano:               | 2023 | 2024   |
| ------------------ | ---- | ------ |
| Número de pessoas: | 733  | 727    |
| Diferença:         |      | -0,81% |